# هومبيرتو سوزا ميدييروس
هومبيرتو سوزا ميدييروس (بالإنجليزية: Humberto Sousa Medeiros)‏ هو كاهن كاثوليكي أمريكي، ولد في 6 أكتوبر 1915 في البرتغال، وتوفي في 17 سبتمبر 1983 في بوسطن في الولايات المتحدة.

## وصلات خارجية
- هومبيرتو سوزا ميدييروس على موقع مونزينجر (الألمانية)
- هومبيرتو سوزا ميدييروس على موقع إن إن دي بي (الإنجليزية)